# Obelisk (Biologie)
Ein Obelisk ist ein genetisches Element, das aus einer stabförmigen RNA von circa 1 kb Größe ohne Proteinhülle besteht. Obelisken wurden im Jahr 2024 entdeckt. Sie werden zwar als viroid-artig beschrieben, aber bisher ist keine evolutionäre Verwandtschaft zu Viren, Viroiden oder bekannten Lebensform gefunden worden. Ebenso unterscheiden sich die Wirtszellen, denn Obelisken infizieren Bakterien. Es wird daher angenommen, dass es sich bei Obelisken um eine eigene phylogenetische Gruppe handelt.
Obelisken wurden bei der Untersuchung der Bakterienflora des menschlichen Verdauungsapparats gefunden, darunter in 7 % der Darmmikrobiome und bis zu 50 % der Mundmikrobiome, insgesamt in den Proben von 10 % der Patienten in der initialen Studie. Ihre Gene ähneln keinen bisher bekannten Sequenzen aus anderen Organismen. Ähnlich wie Viroide werden ihre genetischen Sequenzen von einer Wirtszelle in Proteine translatiert. Die Auswirkungen von Obelisken auf das Mikrobiom, und damit auf die menschliche Gesundheit, sind noch zu untersuchen. Ebenso sind die Mechanismen der Vervielfältigung und Verbreitung von Obelisken noch ungeklärt.